# Mounir Kebaili
Mounir Kebaili (arabisch منير القبايلي, DMG Munīr al-Qabāyilī; * 7. April 1924 in La Goulette; † 10. August 1976) war ein tunesischer Fußballspieler.

## Karriere

### Aktiver Fußballer
Seine Karriere begann 1938 im Alter von 14 Jahren, als er aus seinem Heimatort La Goulette, einem Hafenviertel und Vorort der Hauptstadt Tunis, zum Hauptstadtverein Club Africain wechselte. Dort spielte er zunächst in den Jugendteams des Vereins aus dem Stadtteil Bab Jedid. 1946 rückte er in die erste Mannschaft auf und ersetzte den an Typhus erkrankten Hédi Ben Ammar. Kebaili etablierte sich schnell als dynamischer Flügelspieler und erfolgreicher Torschütze; von 1946 bis 1960 erzielte er 84 Tore in der Meisterschaft.
Er spielte während seiner gesamten Karriere für den Club Africain und trug maßgeblich zum Gewinn der tunesischen Meisterschaften in den Jahren 1947 und 1948 bei. Darüber hinaus wurde er in der folgenden Spielzeit (1948/49) mit dem Team Vizemeister und Torschützenkönig. 1956 erreichte er das Finale des tunesischen Pokals, das mit 1:3 gegen den Stade Tunisien verloren ging.

### Funktionär
Nach seiner aktiven Spielerkarriere war Mounir Kebaili als Funktionär tätig und bekleidete bis zu seinem Tod das Amt des Vizepräsidenten beim Club Africain. In dieser Funktion prägte er maßgeblich die Weiterentwicklung des Vereins, trug zum Gewinn zahlreicher nationaler Titel bei und war an dem historischen Erfolg beteiligt, als der Club Africain 1971 als erster tunesischer Verein einen internationalen Titel errang.

## Erfolge
- Tunesischer Meisterschaft (2)
  - Meister: 1947, 1948
  - Vizemeister: 1949
- Tunesischer Landespokal
  - Finalist: 1956

### Individuell
- Torschützenkönig der Meisterschaft: 1949

## Ehrungen
Das Trainings- und Vereinsgelände (Parc A) des Club Africain am See von Tunis wurde am 4. Oktober 1976 (dem 56. Jahrestag der Vereinsgründung) zu Ehren von Mounir Kebaili, der am 10. August 1976 verstorben war, in Parc Mounir Kebaili umbenannt. Damit wird sowohl sein Beitrag als Spieler als auch seine langjährige Tätigkeit als Vizepräsident gewürdigt. Das 7.000 Quadratmeter große Gelände umfasst Trainingsplätze und das Vereinsgebäude des Klubs.